# International League Soccer
International League Soccer è un videogioco di calcio sviluppato nel 2000 da Taito per PlayStation 2. In Giappone è stato pubblicato con il titolo Greatest Striker, mentre in America del Nord è stato distribuito come Soccer America: International Cup.
La versione giapponese del videogioco è compatibile con una periferica di riconoscimento vocale creata dalla stessa Taito. Nella conversione per il mercato statunitense è stato stretto un accordo con Diadora e con la rivista Soccer America.